# Suchożebry
Suchożebry è un comune rurale polacco del distretto di Siedlce, nel voivodato della Masovia.
Ricopre una superficie di 100,71 km² e nel 2004 contava 4 620 abitanti.